# 方文 (明末清初)
方文（1612年—1669年），字尔止，号嵞山，安徽桐城人，明末清初诗人。

## 生平
万历四十年壬子出生，明末诸生。早年丧父，受教於左光斗，崇祯九年丙子（1636年）秋與顾梦游、邢昉、葛一龙、史玄等数十人结社秦淮。入清後不仕，卖卜行醫於江湖，交遊遍及南北，與邢昉友好，曾同舟经三山到金陵。每年三月十九日都會作诗怀念前朝崇祯帝，潘江称之“嵞山体”。與陶渊明和杜甫、白居易都是壬子年出生，托人特地画了一幅《四壬子圖》，悬于室内，以此自励。康熙八年（1669年）歿於蕪湖客舍。

## 著作
著有《嵞山集》、《嵞山诗》一卷。